# Peter Breck
Peter Breck, nato Joseph Peter Breck (Rochester, 13 marzo 1929 – Vancouver, 6 febbraio 2012), è stato un attore statunitense.

## Filmografia parziale

### Cinema
- Il contrabbandiere (Thunder Road), regia di Arthur Ripley (1958)
- Non voglio morire (I Want to Live!), regia di Robert Wise (1958)
- The Beatniks, regia di Paul Frees (1958)
- Il selvaggio e l'innocente (The Wild and the Innocent), regia di Jack Sher (1959)
- L'erede di Al Capone (Portrait of a Mobster), regia di Joseph Pevney (1961)
- Laddie alla riscossa (Lad: a Dog), regia di Aram Avakiam e Leslie H. Martinson (1962)
- La mano strisciante (The Crawling Hand), regia di Herbert L. Strock (1963)
- Il corridoio della paura (Shock Corridor), regia di Samuel Fuller (1963)
- Doringo! (The Glory Guys), regia di Arnold Laven (1965)
- Beniamino (Benji), regia di Joe Camp (1974)
- La spada a tre lame (The Sword and the Sorcerer), regia di Albert Pyun (1982)
- The Unnamable II: The Statement of Randolph Carter, regia di Jean-Paul Ouellette (1992)

### Televisione
- Indirizzo permanente (77 Sunset Strip) – serie TV, 4 episodi (1958-1962)
- Maverick – serie TV, 6 episodi (1960-1962)
- Surfside 6 – serie TV, episodi 1x18-2x34 (1961-1962)
- Mr. Novak – serie TV, episodio 1x09 (1963)
- Bonanza – serie TV, episodio 5x19 (1964)
- Branded – serie TV, episodi 1x09-1x10 (1965)
- La grande vallata (The Big Valley) – serie TV, 112 episodi (1965-1969)
- Due onesti fuorilegge (Alias Smith and Jones) – serie TV, episodio 1x06 (1971)
- Professione pericolo (The Fall Guy) – serie TV, 4 episodi (1981-1985)

## Doppiatori italiani
Nelle versioni in italiano delle opere in cui ha recitato, Peter Breck è stato doppiato da:
- Glauco Onorato ne Il contrabbandiere
- Nando Gazzolo ne Il selvaggio e l'innocente
- Sergio Graziani ne Il corridoio della paura
- Enzo Consoli in La grande vallata